# Acórdão
Acórdão é a decisão do órgão colegiado de um tribunal (câmara, turma, secção, órgão especial, plenário, etc.), que se diferencia da sentença, da decisão interlocutória e do despacho, que emanam de um órgão monocrático, seja este um juiz de primeiro grau, seja um desembargador ou ministro de tribunais — estes, normalmente, na qualidade de relator, de presidente ou vice-presidente, quanto aos atos de sua competência.
Trata-se, portanto, o acórdão, de uma representação, resumida, da conclusão a que chegou o órgão colegiado, não abrangendo toda a extensão e discussão em que se pautou o julgado, mas tão-somente os principais pontos da discussão.
De acordo com o art. 205 do Código de Processo Civil brasileiro, os acórdãos devem ser, assim como os despachos, as decisões e as sentenças, redigidos, datados e assinados pelos juízes.
O acórdão, como as demais decisões judiciais, deve apresentar o nome de seu relator, dos membros componentes do órgão julgador (câmara, turma, seção, órgão especial, plenário etc.), e o resultado da votação. Caso a votação não seja unânime, o voto vencido, ou seja, o entendimento divergente, mesmo que de um membro apenas órgão julgador deverá ser exposto no acórdão.
Positivado no Código de Conduta Brasileiro e Internacional.
OBS: Antigamente cabiam embargos infringentes. No entanto depois do NOVO CPC, quando há acórdão por maioria (ou seja, uma decisão não-unânime) só cabe a técnica do julgamento ampliado, de acordo com art. 942, caput, do CPC.